# Contagious Diseases Acts
Les Contagious Diseases Acts (Lois sur les maladies contagieuses) sont une série des lois britanniques votées en 1864 (27 & 28 Vict. c. 85), puis modifiée en 1866 (29 & 30 Vict. c. 35) et 1869 (32 & 33 Vict. c. 96), destinées au départ à lutter contre les maladies vénériennes dans les villes de garnison. Elles servaient surtout comme moyen de contrôle des prostituées qui devaient se soumettre à des examens réguliers et étaient enfermées en cas d'infection. Les clients par contre n'étaient soumis à aucun contrôle.
Leur abrogation, obtenue en 1886, fut un des éléments de la lutte féministe et abolitionniste, principalement de Josephine Butler.